# Слобода (Черкаський район)
Слобода (до 1923 року Царська Слобода, до 1913 року Цесарська Слобода, до того Слобода, Секава, до 2024 року Червона Слобода) — село в Україні, у Черкаському районі Черкаської області, центр Червонослобідської сільської громади. розташоване на правому березі Дніпра і Кременчуцького водоймища, за 1,5 км на схід від районного і обласного центру міста Черкаси.

## Історія

### Давня історія
У 1958—1959 роках на території села експедиція АН УРСР провела археологічні розкопки, які підтердили, що перші поселенці з'явилися тут у І — II столітті. Жили вони на правому березі колишнього рукава Дніпра річки Саги, яка починалася біля села Змагайлівка і впадала в Дніпро знову біля села Сагунівка. Під час розкопок було знайдено житло, залишки кісток тварин, жорнового каміння, скелет хлопчика у витягнутій позі, на праву руку якого було одягнуте кільце. При аналізі цих знахідок виявилося, що частина з них належить до І століття, частина — до пізнішого періоду.

### Карнерино
Перші відомості про поселення на даній території знаходимо на мапах французького інженера Гійома Левассера де Боплана.
- 1648 — лат. Koworyno[2]
- 1660 — лат. Komaryno[3]
- 1736 — староцерк.-слов. Карнерино[4][5]
- 1745 — староцерк.-слов. Карнерино.

### Секава
Про заснування села Секава відомо, що воно було утворене селянами-втікачами приблизно в середині XVII століття, які тікали від жорстокого панського гніту. В селі була побудована дерев'яна церква Успіння Пресвятої Богородиці. І до того часу в цій місцевості виникали поселення вільних козаків і селян-втікачів, але вони зазнавали безперервних спустошень з боку польських магнатів, турецьких і татарських орд.
Про існування села Секава в цей період підтверджують історичні документи. Так, у документі, знайденому під престолом Цесарськослобідської церкви (автор якого невідомий) говориться про те, що Секава певний час належала князю Сангушку (Волинський воєвода Сангушко став старостою Черкаського староства в 1726 році). Дійсне ж заснування цього села було значно раніше, про що говориться в «Сказаннях о населенных местностях Киевской губернии» (1864):
|  | ...в 1741 году в селе Цесарская Слобода насчитывалось 150 дворов и до 1 000 душ населення... О прежней церкве под именем Секавской за 1741 год Мошенского деканатства говорится (о церкве издавна существующей). |

На основі цього документу зробили висновок, що як Секавська церква, так і село Секава були засновані значно раніше вказаної в документі дати. З переказів старожилів відомо, що в 1672 році, коли татари зруйнували Черкаси, Секава була спалена і багато жителів перебито, а все майно пограбоване. Врятувалася лише невелика частина жителів, які завчасно сховалися. Через деякий час на тому місці, де було село, поселилися 12 козаків-запорожців і ті жителі, які врятувалися від нападу татар. Поступово кількість жителів збільшувалась, відновлювалось життя.

### Слобода
В другій половині XVIII століття жителі Секави вирішили переселитися на правий берег річки Сага, де проходила дорога з Черкас на Чигирин і простягалися широкі лани родючих земель. Новоутворене село було названо Слободою, бо жителі його були вільними козаками і звільнялися від різних кріпосницьких повинностей. На час переселення села на нове місце в ньому нараховувалося до 200 дворів з населенням близько 1 500 осіб.
Точної дати переселення не відомо, але відомо, що церква Успіння Богоматері була перенесена в нове село в 1772 році. Отже цю дату можна вважати за час переселення жителів Секави на нове місце. Церкву побудували на підвищеному березі річки Сага біля дороги, яка вела до старого села. В цьому ж місці через певний час побудували волосне управління, церковно-приходську школу і лікарню. На правий берег річки Сага переселилася переважно заможна частина селян. На новозаселеній території утворилися кутки «Ланівка», «Гора», «Кутузлуїв» і пізніше «Грабський». Зараз частина цієї території зайнята під масиви ТОВ «Промінь», куток «Кутузлуїв» теж переселений, а землі затоплені водою. Частина селян, переважно бідняків, поселилась на лівому березі річки Сага, де виникли кутки «Забрід», «Село», «Солонці». Зараз ця територія повністю зайнята під котловани і відстійники очисних споруд, а населення переселено в нове село.

### Цесарська Слобода
Село Слобода через деякий час після його заснування почало зватися Цесарською Слободою. За переказами старожилів, ця назва встановилася від імені Цесар. Розповідають, що дорогою з Черкас на Чигирин колись проходив Цесар зі своїм військом. Дійшовши до Слободи, він захворів і змушений був зупинитися. Військо розташувалося табором на полі біля річки Саги і дубового гаю. Через місяць Цесар помер і був похований на тому місці, де стояв табором. Пізніше тут було кладовище. 1822 року на ньому проведені розкопки могили, у якій знайшли одяг з червоного сукна, чорнильницю і перо. З цього зробили висновок, що це і був той самий писарчук Цесар.
Згідно з документом невідомого автора 1851 року село певний час належало старості князю Сангушкові. Потім було передане у володіння генерала Лісановського, згодом — передане сиротам генерала Морднейма, від яких перейшло в управління Палати державного майна (рік невідомий). Отже, наприкінці XVIII століття Цесарська Слобода входила до числа державних сіл, а його мешканці вважалися державними селянами.
До 1870 року в селі зовсім не було школи. Навчалися діти слов'янської мови у звичайній селянській хаті. Потім було відкрито церковно-приходську школу і побудоване шкільне приміщення. Воно мало чим відрізнялося від попереднього. В кінці XIX століття в селі була відкрита міністерська школа суто для дітей заможних селян, але проіснунала вона декілька років і була закрита через проникнення в неї «вольнодумства». В усіх школах навчання українською мовою було заборонено, переслідувалося читання творів українських письменників: Т. Г. Шевченка, М. Коцюбинського, І. Франка, М. Вовчка та інших. У селі зовсім не було бібліотеки, клубу та інших культурних закладів. Зате був шинок, декілька крамниць, величезна церква.
- 1880 — пол. Cesarska-Słoboda[7]

|  | Cesarska-Słoboda, wś, pow. czerkaski, nad rz. Dnieprem, o 9 w. od m. Czerkas. Mieszk. 2183, wyznania prawosławnego. Cerkiew parafialna, zbudowana w 1772 r., jak świadczą wizyty czerkaskiego dekanatu za r. 1774; w tymże roku było tu 1000 mieszkańców. Należała dawniej do czerkaskiego starost., obecnie do rządu. Ziemi piaszczystej 3491 dzies. Zarząd gminny w tejże wsi, policyjny w mieście Czerkasach. EL Przed. |

В 1900 році в селі налічувалося 754 двори з населенням 3 536 осіб. Всього землі сільська громада мала 4 625 десятин, з якої 60 десятин належали церкві, 1 565 десятин — колишнім державним селянам, а решта землі — піски і луги — належали громаді.
Село мало поштово-телеграфну станцію, земську церковно-приходську школу, школу грамоти, чотири торгові лавки, 25 водяних млинів, 16 вітряків, 4 кузні, 3 цегельні заводи, власниками яких були Сидір Терентійович Гребінник, Дмитро Єлісейович Насікан і Іван Тихонович Гребінник, який мав паровий млин з найманими робітниками.
У 1901 році побудоване нове приміщення школи з дерев'яною підлогою і дахом з залізним покриттям. Через рік побудували друге таке приміщення, яке використовували під квартири вчителів.

### Царська Слобода
У 1913 році під час святкування 300-річчя дому Романових село було перейменоване з Цесарської Слободи на Царську Слободу і в селі перед будинком волосного управління на невеликій площі спорудили пам'ятник імператору Олександру II.
Під час Першої світової війни в армію було мобілізовано понад 900 осіб, з яких багато не повернулися додому.
В жовтні 1917 року в Царській Слободі була утворена національна рада, до складу якої увійшли: Артем Якович Шевченко — голова ради, Пантелеймон Гребінник, священик Воронович та лікар Герболінський. У селі було засновано товариство «Просвіта», головою якого був Іван Прохорович Ведула, секретарем — Степан Євдокимович Ведула і касиром Борис Володимирович Гребінник. Товариство мало свою бібліотеку з творами класиків української літератури, організувало драмгурток. Клубу в цей час не було, тому вистави ставилися в школі на тимчасово обладнаній сцені. Товариство розучувало національні пісні на зразок «Ще не вмерла Україна», читало лекції.

#### Радянський період

##### Становлення
29 січня 1918 року в селі розпочалась радянська окупація. З місцевих колаборантів було обрано ревком, до складу якого увійшли Дмитро Федорович Кузнець — голова ревкому, Остап Сидорович Грубий — воєнний комісар, Петро Іванович Нетахата — член ревкому. Обрано також комітет незаможних селян, до складу якого увійшли бідняки: Кузьма Тихонович Фесенко — голова комітету, Юхим Омелянович Яковенко та Григорій Омелянович Яценко.

##### Перша Світова війна
У травні 1918 року село було захоплено німцями, а 6 серпня 1919 року у село вступила денікінська армія. Свій прихід у Змагайлівку і Царську Слободу німці й денікінці ознаменузали розбоєм, грабежем і жорстокістю. В роки денікінського режиму було розстріляно близько 40 осіб і спалено 22 двори. Після вигнання денікінських військ у грудні 1919 року в селі Царська Слобода було обрано Царськослобідський волосний комітет, головою якого став Остап Сидорович Грубий і секретарем Михайло Іванович Бузько. 1920 року організовано споживче товариство і відкрито магазин у приміщенні колишнього шинку. Головою товариства став Степан Євдокимович Ведула. В цей же час було відкрито ветлікарню.

### Червона Слобода
У 1922 році після повернення в село більшовиків у Царській Слободі просто в приміщенні колишнього монастиря було утворено бідняцьку комуну «Муравище» — відтоді цей куток села так і зветься «Комуною». Що цікаво, до перейменування села з Царської на Червону Слободу справа дійшла лише в 1923 році — бо на відміну від пам'ятника царю, який в селі знесли вже давним-давно, сприймали перейменування швидше як формальність.
В 1923 році село перейменували на Червону Слободу, було ліквідовано Червонослобідський волосний комітет і утворено Леськівський волосний виконком, головою якого обрали Дмитра Лаврентійовича Стеблину. В селі було обрано Раду селянських депутатів, головою став Сергій Михайлович Пріхно. Хоча волосним центром стали Леськи, але місцева міліція перебувала в Слободі.
В 1924 році в селі утворилось меліоративне господарство із заліснення пісків, яке очолив Андрій Данилович Мусієнко. Товариство проіснувало до 1929 року, а потім було реорганізоване в сільськогосподарську артіль ім. Петровського. 1928 року комуна «Муравище» об'єдналося із комуною ім. Левицького в комуну «Сім'я червоних партизан». 1924 року в селі вирішили побудувати клуб, але коштів бракувало. Одного разу Григорій Іванович Петровський проїжджав до Чигирина, про що стало відомо жителям села і вони вирішили на зворотному шляху привітати його і попросити в нього грошей для закінчення будівництва клубу. Петровський задовольнив таке прохання, виділивши на будівництво клубу 600 крб. На одержані кошти клуб був добудований, йому було присвоєно ім'я Петровського. Першим головою ради клубу було обрано Івана Івановича Пріхна. В новозбудованому клубі двічі на тиждень демонстрували кінофільми (хоча демонстрація почалося ще в 1922 році), часто ставили вистави, проводили збори села, влаштовували передсвяткові урочисті вечори, у вихідні дні організовували спортивні ігри та змагання.
З метою повного охоплення дітей навчанням земську школу було перетворено на семирічку, церковно приходську — на чотирирічну або початкову. Для ліквідації неписьменності серед дорослого населення відкрито декілька лікнепів. Навчання проводили вчителі і культармійці. 1924 року в лікарні було збільшено штат лікарів і кількість ліжок. (До 1917 року в селі був лише один лікар, який обслуговував населення сіл Царська Слобода, Змагайлівка і Леськи.) В 1925 — 1926 роках на подвір'ї клубу проводилися сільськогосподарські виставки досягнень колективних та індивідуальних господарств.
Внаслідок проведення колективізації в Червоній Слободі в січні 1930 року було утворено 3 колгоспи. В придніпровській частині села, яка зараз знаходиться в зоні очисних споруд, був колгосп ім. Петровського. До нього увійшли кутки села «Вершина», «Капкас» та «Солонці». В пристеповій частині села — колгоспи ім. Сталіна і «Пролетар». До них увійшли кутки «Кутузлуїв», «Забрід», «Гора», «Ланівка» та «Грабська». 1927 року біля колишньої земської школи (де зараз очисні споруди) побудували нове приміщення семирічної школи, а приміщення колишньої волості передали початковій школі. 1932 року колгосп ім. Сталіна приєднався до колгоспу «Пролетар». Таким чином, у селі лишилось 2 колгоспи — ім. Петровського і «Пролетар».
Тяжкі випробування, що випали на долю українського народу в 1932 — 1933 роках, не обминули і Червону Слободу. Зерно, зібране у людей і колгоспів, тоннами вивозилось в «державу», а іноді й на берег річки, подалі від людей, де знищувалося у воді. З ініціативи сільського голови М. В. Котка в селі біля старого цвинтаря в 1998 році встановлено пам'ятний знак жертвам голодомору. «Голодомор… він усе загубив, пам'ять, свободу одну не згасив…» — скорботні рядки, висічені на камені, тепер постійно нагадують перехожим про загиблих односельців у страшні роки голодомору. Тоді ж немало односельців було відправлено на будівництво Біломор-Балтійського каналу, закатовано в застінках енкеведистів.

#### Радянський період

##### Друга Світова війна
В серпні 1941 року села Червона Слобода та Змагайлівка були окуповані німецько-нацистськими військами. Настав період німецької окупації, який характеризувався грабежем, розбоєм та розстрілами мирних жителів. 14 грудня 1943 року, одразу після вигнання загарбників з міста Черкаси, були реокуповані також і села. На боротьбу і німецькими нацистами було мобілізовано все чоловіче населення призовного віку. Всього на фронт з обох сіл пішло близько 1500 осіб, з них загинуло на фронтах понад 700 осіб. За мужність і відвагу нагороджено орденами і медалями близько 450 осіб.

##### Повоєнні роки

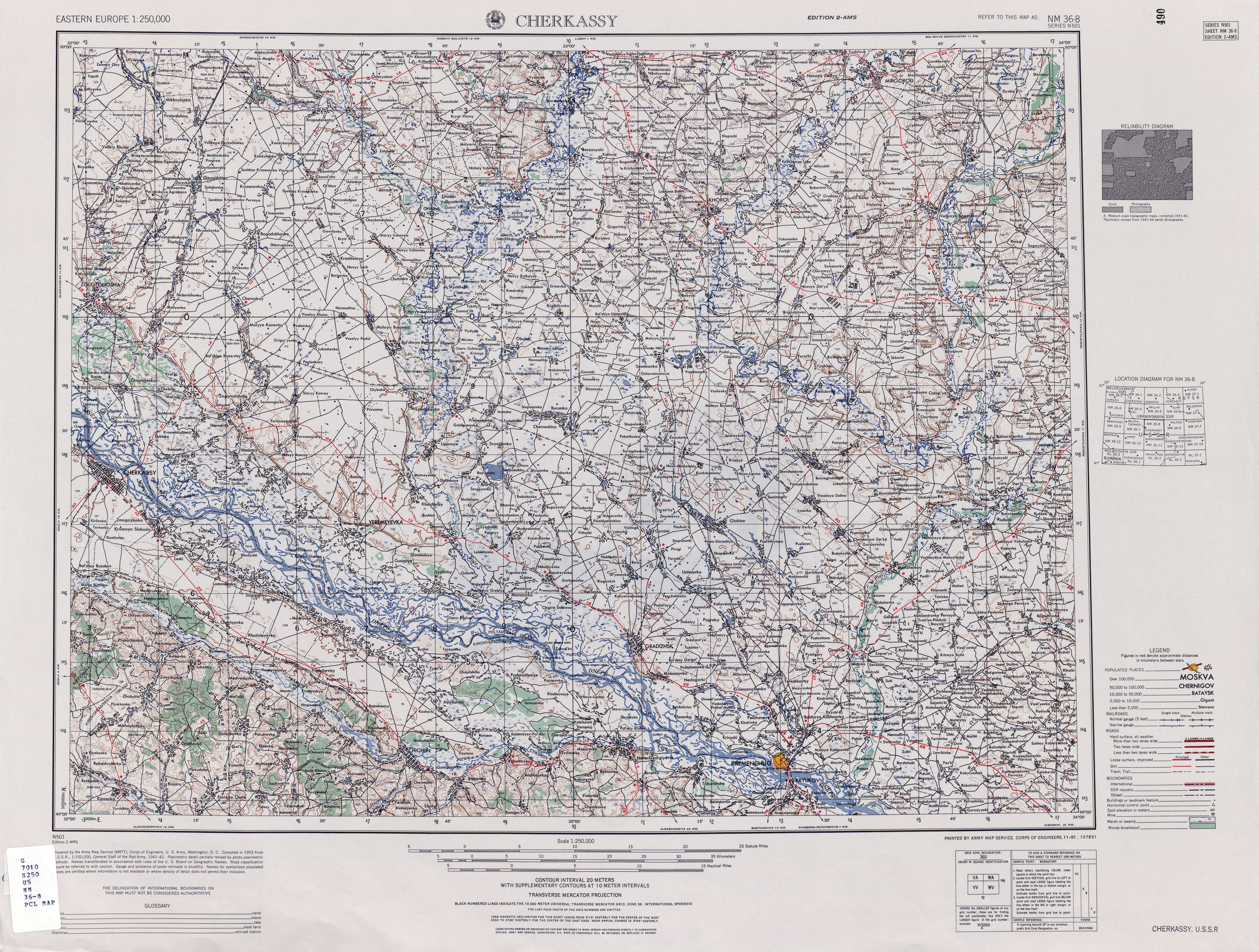
Розташування сіл до затоплення

В 1953 році за ініціативи сільської ради, правління колгоспу та дирекції школи в селі було відкрито середню школу. Директором школи була Марія Антонівна Алексеєва, завучем — Кость Петрович Носаченко. 1954 року побудовано новий будинок контори колгоспу, будівництво якого забезпечувалося колгоспним цегельним заводом, який випускав за рік 300 тис. штук цегли. Для проведення культмасової роботи відкрили хату-читальню. Тут працювали гуртки, читалися лекції, проводилися бесіди, організовувалися вечори запитань і відповідей. При хаті-читальні була бібліотека, яка забезпечувала відвідувачів літературою, газетами і журналами. У зв'язку з будівництвом Кременчуцької ГЕС село Червона Слобода в 1955 року почало переселятися на нове місце.
До 1957 року Червонослобідська лікарня була дільничою і обслуговувала населення трьох сіл: Змагайлівки, Червоної Слободи і Лесьок. До штату медпрацівників належали лікарі — терапевт, гінеколог, хірург, стоматолог. Для розміщення хворих в лікарні було 25 ліжок. При ній працював зубопротезний кабінет та пологовий будинок. Головним лікарем була Ксенія Леонідівна Чистова. 1957 року Червонослобідську дільничну лікарню перетворено на Черкаську районну лікарню і головним лікарем призначено Максима Андрійовича Єрмакова. Значно збільшується штат медпрацівників з вищою і середньою освітою. Певний час лікарня перебувала в приміщеннях колишньої дільничної лікарні та колишньої контори колгоспу «Дружба», а в 1968 році вона повністю перемістилася в новий будинок, збудований на території колишнього села Змагайлівка. Нова лікарня, що розмістилася в новому двоповерховому будинку (на 150 ліжок), мала гінекологічне, терапевтичне, хірургічне, неврологічне, дитяче та стоматологічне відділення. Ліки хворі одержували в своїй сільській аптеці.
На початку 1959 року колгосп ім. Леніна Змагайлівки об'єднується з колгоспом «Дружба» Червоної Слободи. За новоутвореним колгоспом вирішено залишити назву — колгосп ім. Леніна. Головою правління колгоспу обрано Олександра Макаровича Супруна, а його заступником — Олександра Нечипоровича Гребіника. На початку 1960 року були об'єднанні сільські ради сіл Змагайлівки і Червоної Слободи. Згідно з Указом Президії Верховної Ради УРСР в 1962 році за об'єднаним селом залишено назву Червона Слобода. Головою виконкому новоутвореної сільської ради депутатів трудящих залишено голову колишньої Червонослобідської сільради Андрія Андрійовича Ведулу.
У новому селі коштом держави побудовано в 1960 році двоповерховий будинок середньої школи, 3 магазини: промтоварний, продуктовий та книгарню. За рахунок колгоспу перенесено приміщення семирічної школи, побудовано дитячі ясла, бібліотеку. Все село за рахунок держави електрифіковане і радіофіковане. До послуг трудящих були збудовані сільська лазня, дві бібліотеки, два дитячих садки.

#### Сучасний період
У даний час у селі діє одна сільська і одна районна дитяча бібліотека, дві середні школи, три дитячі садки, райпобуткомбінат, пошта, магазини. Село повністю газифіковане. Для обслуговуваная мешканців села у травні 2001 року створено багатофункціональне обслуговуюче комунальне підприємство «Агроекологія»(директор — Петро Павлович Поліщук). Матеріальна база підприємства дає можливість надавати різноманітні послуги жителям села. У наш час[коли?] на підприємстві працює 32 працівники. За 2003 рік виконано робіт на суму 415,40 тис. грн., отримано 19,5 тис. грн. чистого прибутку. Силами підприємства проведено роботи з реконструкції дитячого садку «Троянда», встановлено автономне опалення в дитячому садку «Дніпряночка», прийнято на обслуговування сільський водогін протяжністю 13,3 км, систему водовідведення, будується дорога на сільському кладовищі та капличка.
Виконавчий комітет сільської ради підтримує розвиток малого бізнесу в селі. На сьогодні зареєстровано та діє 82 підприємства, фірм, організацій, виробників сільськогосподарської, промислової продукції, гуртової та роздрібної торгівлі, сфери послуг — всього 215 приватних підприємств. Працює 15 магазинів, з них 4 фірмові СПП «Промінь» та ЗАТ «Юрія», де реалізується власна продукція, 13 кіосків, 4 палатки, 8 кафе-барів. Відкрито великий торговий центр «Барвінок» Черкаського районного споживчого товариства, загальний товарообіг якого за 2003 рік склав 1 054 тис. грн. Всього діє 40 торгових точок. Успішно працює мале колективне підприємство «Калина», яке надає різноманітні послуги жителям села: пошиття та ремонт одягу, ремонт побутової техніки, взуття, послуги фотографа, перукарні, ритуальні послуги. На підприємстві працює 16 осіб.
Виконавчий комітет сільської ради приділяє значну увагу і соціальній допомозі одиноким непрацездатним громадянам та малозабезпеченим сім'ям. На обліку перебуває 740 ветеранів Другої Світової війни, учасників бойових дій та інвалідів. Сільська рада надає цим категоріям громадян матеріальну допомогу на лікування, самотнім громадянам надають допомогу соціальні працівники, багатодітні та одинокі матері регулярно одержують допомогу харчовими продуктами, за розпорядженням сільського голови надається соціальна допомога інвалідам дитинства, дітям-інвалідам та онкохворим. Так, у 2003 році такої допомоги було надано на суму 26 430 грн. Крім цього, виплачуються стипендії сільського голови окремим дітям (відмінникам навчання та 7 спортсменам).
Протягом 1970-1990-их років державну владу на селі представляли голови Червонослобідського сільвиконкому Микола Ілліч Любота, Галина Степанівна Жеребець, Фаїна Андріївна Василина, Валентина Клементіївна Буряк, Іван Іванович Суходоленко, Василь Дмитрович Рудич, а з квітня 1998 року сільський голова — Микола Васильович Котко.

### Змагайлівка
- 1895 — пол. Zmahajłówka[8]

|  | Zmahajłówka, wś nad Dnieprem, pow. czerkaski, w 1 okr. pol., gm. Leśki, odl. o 8 w. od Czerkas, ma 1612 mk. Posiada cerkiew Pokrowską, drewnianą, wzniesioną w 1787 iv, na miejsce dawniejszej, istniejącej już w 1746 r. Uposażenie parochii stanowi 48 dzies. W pobliżu wsi przechodzi droga pocztowa czehryóska. Z. wchodziło w skład sstwa czerkaskiego, obecnie należy do okręgu czerkaskiego dóbr państwa. Uroczysko nosi nazwę Podhorna. |

Самобутню історію має село Змагайлівка. За переказами старожилів воно було засноване вільними козаками та селянами-втікачами приблизно в кінці XVII-на початку XVIII століть. Засноване було на правому березі річки Дніпро за 2 км на північний схід від колишнього кутка «Копани». Від чого пішла назва села точних відомостей немає, але існує версія про те, що так як це поселення було недалеко від села Секави і населення обох сіл часто спільно виступало проти ворогів, які нападали на їхні поселення. В цій боротьбі поселенці села Змагайлівка завжди викликали поселенців Секави на змагання — хто краще себе проявить у битві з ворогами. За це їх стали називати змагайлівці, а коли вони переселилися на нове місце, то й село назвали Змагайлівка.
Архівні документи засвідчують, що в 1901 році
|  | ...в нем дворов — 411, жителей обоего пола — 2189 чел., из них мужчин — 1146 и женщин — 1034 чел. Расстояние от города до села 10 верст. Земли числится 2225 десятин: из них принадлежат церкви — 48 десятин, бывшим государственным крестьянам — 2177 десятин, другим сословиям — 1 десятина, хозяйство трехпольное. В селе имеется 1 православная церковь, 1 церковно-приходская школа, 2 лавки, 7 водних млинов, 9 ветряных мельниц, 1 кузница. Сельский капитал составлял в 1900 г. 593 руб. 32 коп. Продовольственный запас - 3718 руб...» |

У період з 1917 по 1923 роки село Змагайлівка входило до Царськослобідської волості. Після проголошення радянської влади на Черкащині в селі Змагайлівка замість дореволюційної управи, на чолі якої стояв староста і писар, у січні 1918 року було обрано сільську раду селянських депутатів. Сільська рада розмістилась в приміщенні старої сільської управи. Першим головою сільради було обрано Івана Мусійовича Онойка, секретарем — Логвина Григоровича Бесараба. 1920 року створено комітет незаможних селян на чолі з бідняком Сидором Антоновичем Кузнецем. У цьому ж році відкрили магазин споживчої кооперації.
У 1922 році бідняки села вирішили об'єднатися в артіль по спільній обробці землі. Першим головою було обрано Антона Величка. У вересні 1923 року артіль перетворили на комуну, прийняли статут і присвоїли назву — комуна ім. Левицького, головою обрали Івана Сергійовича Атамася. 1928 року відбулося об'єднання комун сіл Червона Слобода і Змагайлівка в комуну «Сім'я червоних партизан». 1930 року на загальних зборах комунари вирішили перейти на статут сільськогосподарської артілі з назвою «Червоний партизан». 1928 року бідняки заснували машинно-тяглове товариство. 1929 року в селі існували вже два товариства зі спільного обробітку землі: ім. Петровського та ім. Шевченка. В січні 1930 року ці два товариства об'єдналися в сільськогосподарську артіль, а згодом колгосп ім. Петровського. 1924 року в селі організовано меліоративне господарство, головою якого було обрано Нечипора Йосиповича Швиденка. 1925 року побудовано нове приміщення сільської ради, де розмістили раду і кооперативний магазин. 1930 року побудували у селі новий сільмаг.
До 1929 року в селі клубу не було. Центром проведення культмасової роботи була хата-читальня, яка спочатку була в приміщенні сільської ради, а потім перенесли в хату громадянина Веляди Гната. Але це приміщення було дуже малим і всі заходи проводились у школі. За рішенням правління колгоспу і сільвиконкому в 1958 році в селі розпочали будівництво нового будинку культури на 400 місць. У серпні 1950 року в селі сталася визначна подія, колгосп ім. Петровського об'єднався з колгоспом «Пролетарі». Загально об'єднані збори, де було присутніх біля півтори тисячі колгоспників, одностайно ухвалили дати укрупненому колгоспу назву «Дружба». Головою цього колгоспу обрали Сидора Антоновича Кузнеця, а його заступником Петра Максимовича Сидоренка. Того ж року згідно з протоколом загальних зборів колгоспників за № 8 від 6 серпня колгосп «Червоний партизан» об'єднався з колгоспом ім. Петровського. Укрупнений колгосп загальні збори колгоспників вирішили назвати ім. Леніна. Головою правління обрали голову колгоспу ім. Петровського Антона Івановича Котляра, а головним бухгалтером — Павла Дмитровича Коропа.
В 1961 році розпочалося переселення із зони затоплення громадян села Змагайлівка, яке тривало протягом трьох років. У центрі села з'явилися двоповерхові приміщення — Будинок культури на 500 місць (побудований в 1960 році), правління колгоспу і сільської ради (побудовані в 1963 році), восьмирічна школа (теперішня середня школа № 2) та райпобуткомбінат (побудований в 1970 році).

## Населення
Згідно з переписом УРСР 1989 року чисельність наявного населення села становила 9726 осіб, з яких 4444 чоловіки та 5282 жінки.
За переписом населення України 2001 року в селі мешкала 9501 особа.

### Мовний склад
Рідна мова населення за даними перепису 2001 року:
| Мова       | Чисельність, осіб | Доля     |
| ---------- | ----------------- | -------- |
| Українська | 9 165             | 96,46 %  |
| Російська  | 319               | 3,36 %   |
| Інше       | 17                | 0,18 %   |
| Разом      | 9 501             | 100,00 % |

## АТП (адміністративно-територіальний поділ)
- 1625—1649 
- Річ Посполита \ Черкаський полк \
- 1649—1667 
- Військо Запорозьке Гетьманщина \ Правобережна Україна \ Черкаський полк \
- 1667—1686 
- Річ Посполита \ Правобережна Україна \ Черкаський полк \
- 1795—1796 
- Російська імперія \ Вознесенське намісництво \ Черкаський повіт \
- 1797 
- Російська імперія \ Київська губернія \ Черкаський повіт \
- 1900 
- Російська імперія \ Київська губернія \ Черкаський повіт \ Леськівська волость \ село Цесарська Слобода (№ 1708)[12] 
- Російська імперія \ Київська губернія \ Черкаський повіт \ Леськівська волость \ село Змагайлівка (№ 1707)
- на 01.09.1946 
- СРСР \ УРСР \ Київська область \ Черкаський район \ Червонослобідська сільська рада \ село Червона Слобода (№ 1894)[13] 
- СРСР \ УРСР \ Київська область \ Черкаський район \ Змагайлівська сільська рада \ село Змагайлівка (№ 1872)
- 01.01.1979 
- СРСР \ УРСР \ Черкаська область \ Черкаський район \ Червонослобідська сільська рада \ село Червона Слобода (№ 707)[14]
- на 1991 
- Україна \ Черкаська область \ Черкаський район \ Червонослобідська сільська рада \ село Червона Слобода

### Сучасна топоніміка
Сучасна територія, з урахуванням історичних поселень, має такі умовні мікрорайони (кутки, урочища):

«Комуна», «Пацина», «Нафтобаза», «Голодраба», «Змагайлівка», «Новобудови», «Нове село», «Байкал», «Дачі», «Очисні споруди», «Вовче», «Старе село», «Култина»

 Кожен куток села має свої вулиці і провулки.

## Медицина
На території села розташована Черкаська ЦРЛ, яку вже багато років очолює заслужений лікар України Василь Іванович Крот. До послуг жителів району — найсучасніше медичне обладнання, досвідчені спеціалісти, серед яких 87 лікарів та 248 осіб середнього медичного персоналу. В стаціонарних відділеннях одночасно може пролікуватися 280 хворих, у 2003 році введено в дію ще одне відділення на 25 ліжок-місць. Лікарня має 7 рентген-кабінетів, 2 установки УЗД, 9 лабораторних та 10 фізіотерапевтичних кабінетів. Тут також розміщений пологовій будинок.

## Освіта

Школа № 2

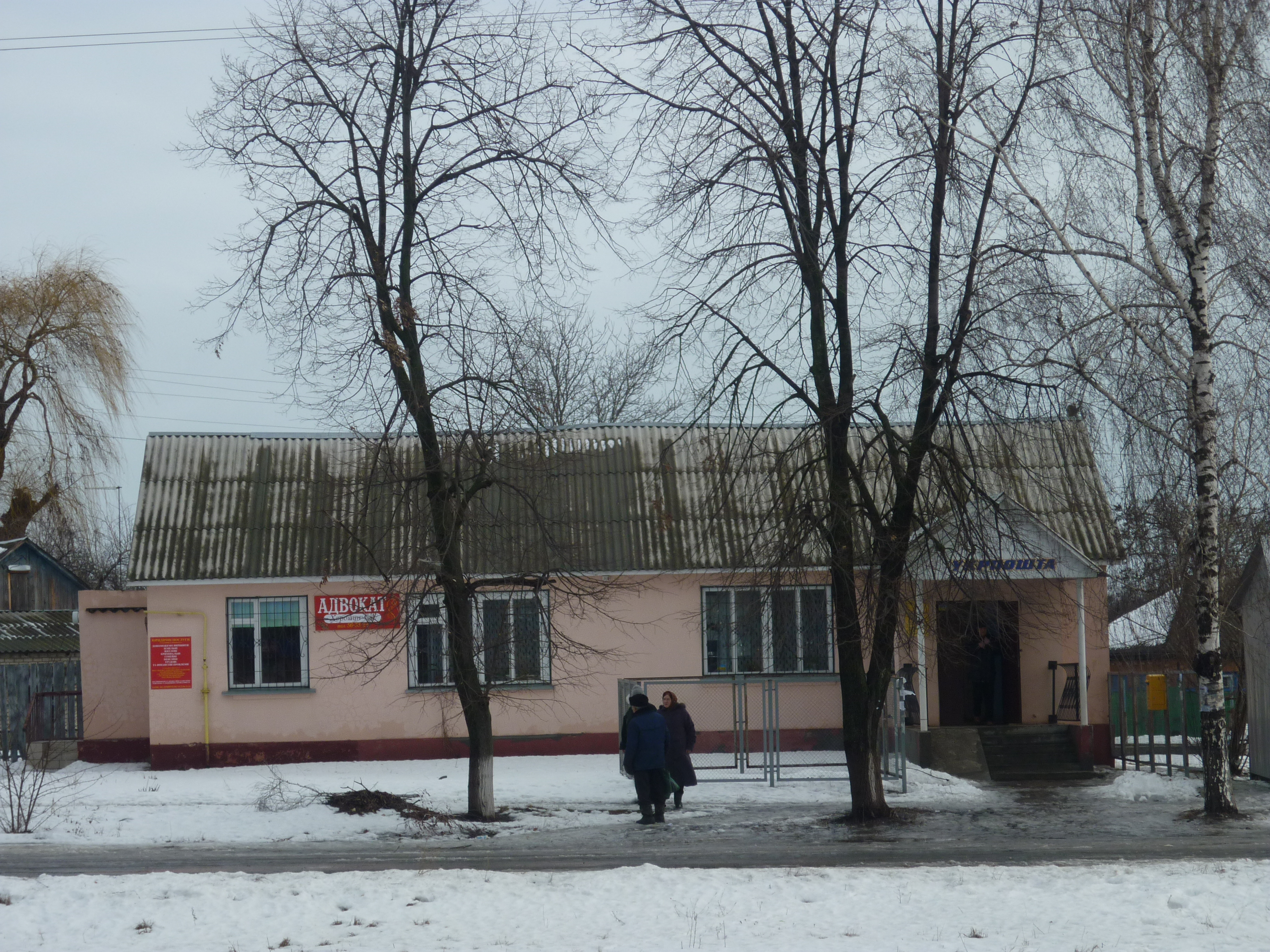
Відділення пошти

Див. також — ІСТОРІЯ РОЗВИТКУ СІЛЬСЬКОЇ ОСВІТИ НА ЧЕРКАЩИНІ [Архівовано 1 грудня 2017 у Wayback Machine.]

Докладніше: Червонослобідский закад загальної середньої освіти І-ІІІ ступенів № 1

Докладніше: Червонослобідська загальноосвітня школа № 2
В селі знаходяться 2 загальноосвітні школи. Окрім цього діє музична школа, яку відвідують 330 учнів, які мають можливість навчатися у різних класах: гри на баяні, фортепіано, гітарі, духових інструментах, клас хореографії, у якому навчається 45 учнів, клас образотворчого мистецтва відвідують 60 учнів. Діяльність районного Центру дитячої та юнацької творчості, який також знаходиться в селі, спрямована на заохочення дітей до занять різними видами діяльності: в'язання, рукоділля, туризм. Тут займається 150 дітей.

## Спорт
Значна увага приділяється залученню дітей та молоді до занять спортом. За сприяння голови райдержадміністрації та сільської ради в селі відкрився спортивний зал «Барвінок» для проведення навчально-тренувальних занять з боксу, важкої атлетики та шейпінгу. За короткий час бокс став одним з популярних видів спорту, секцію відвідують 60 дітей, які успішно виступають на обласних, всеукраїнських та міжнародних турнірах. Із задоволенням молодь займається і важкою атлетикою. Працює зі спортсменами тренер, майстер спорту Євген Олійник. Футбол — традиційно улюблений вид спорту, яким займається 50 дітей. Юні футболісти неодноразово були переможцями районних змагань, у 2003 році стали переможцями серед юнаків. Команди нагороджені кубками, грамотами, футбольними м'ячами. Є в селі й доросла футбольна команда, яка постійно бере участь у обласних змаганнях, у 2001 році була володарем Кубку району.

## Релігія

### Християнство

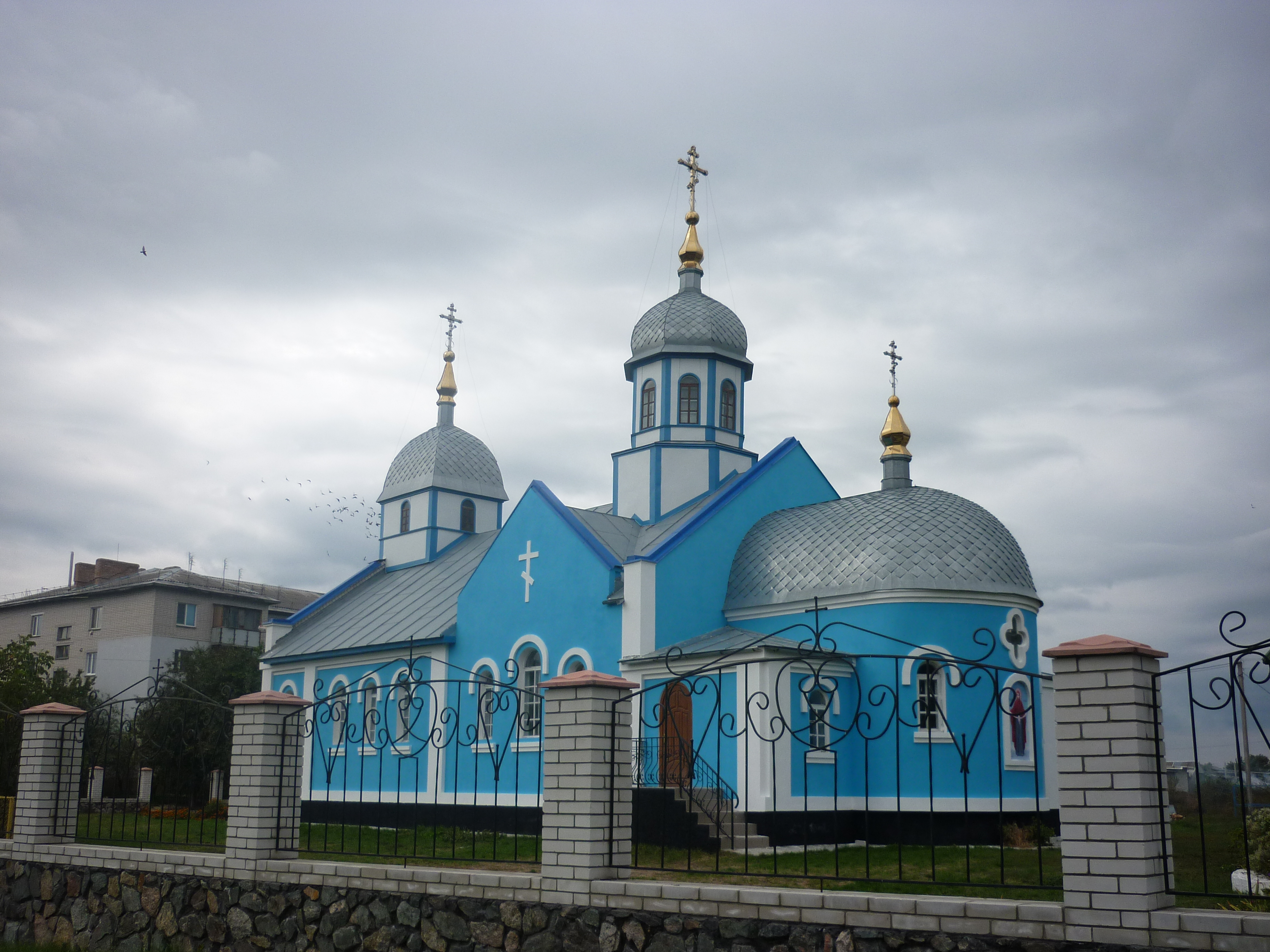
Свято-Покровська церква (УПЦ МП)
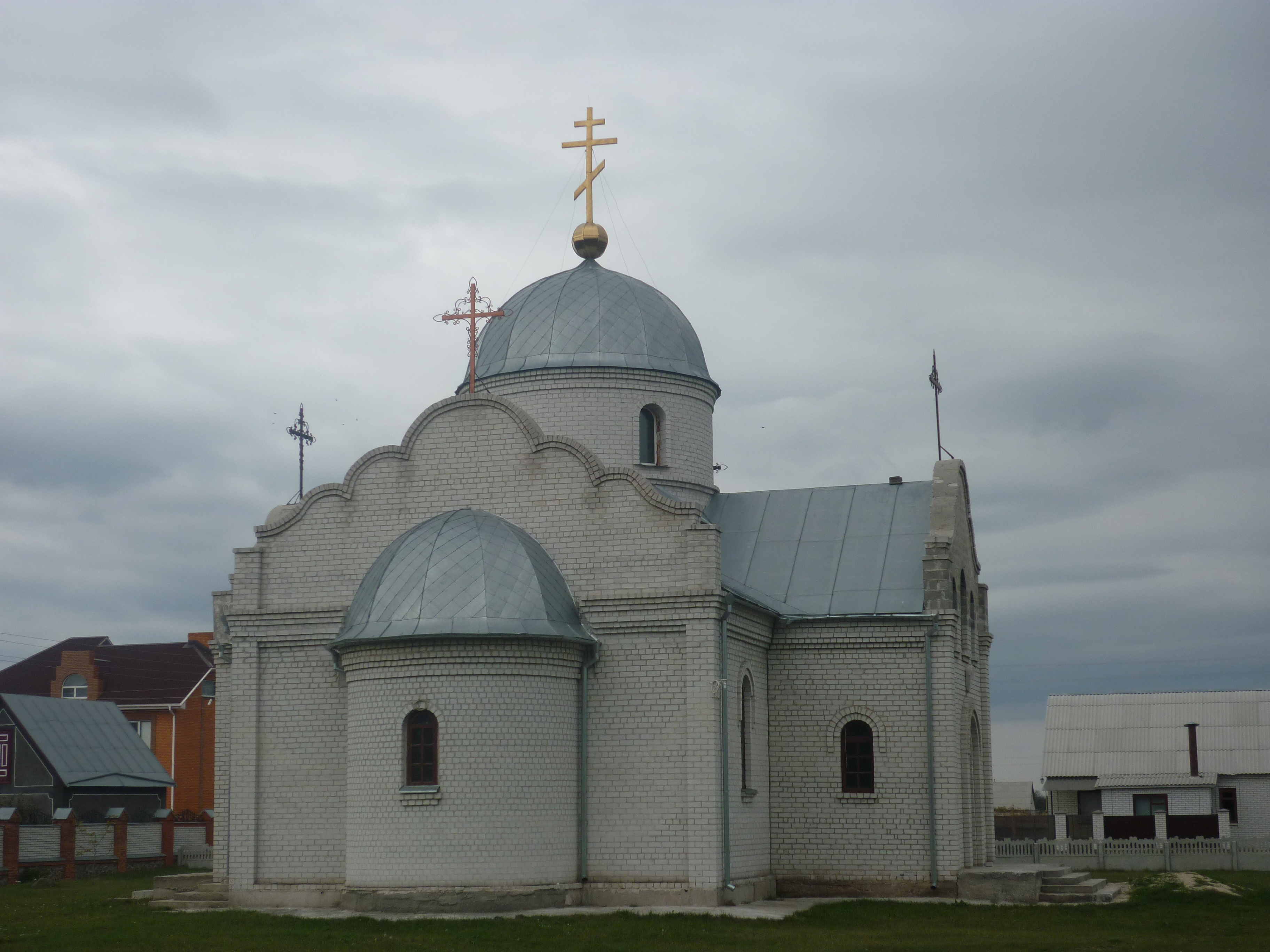
Свято-Троїцька церква (ПЦУ)
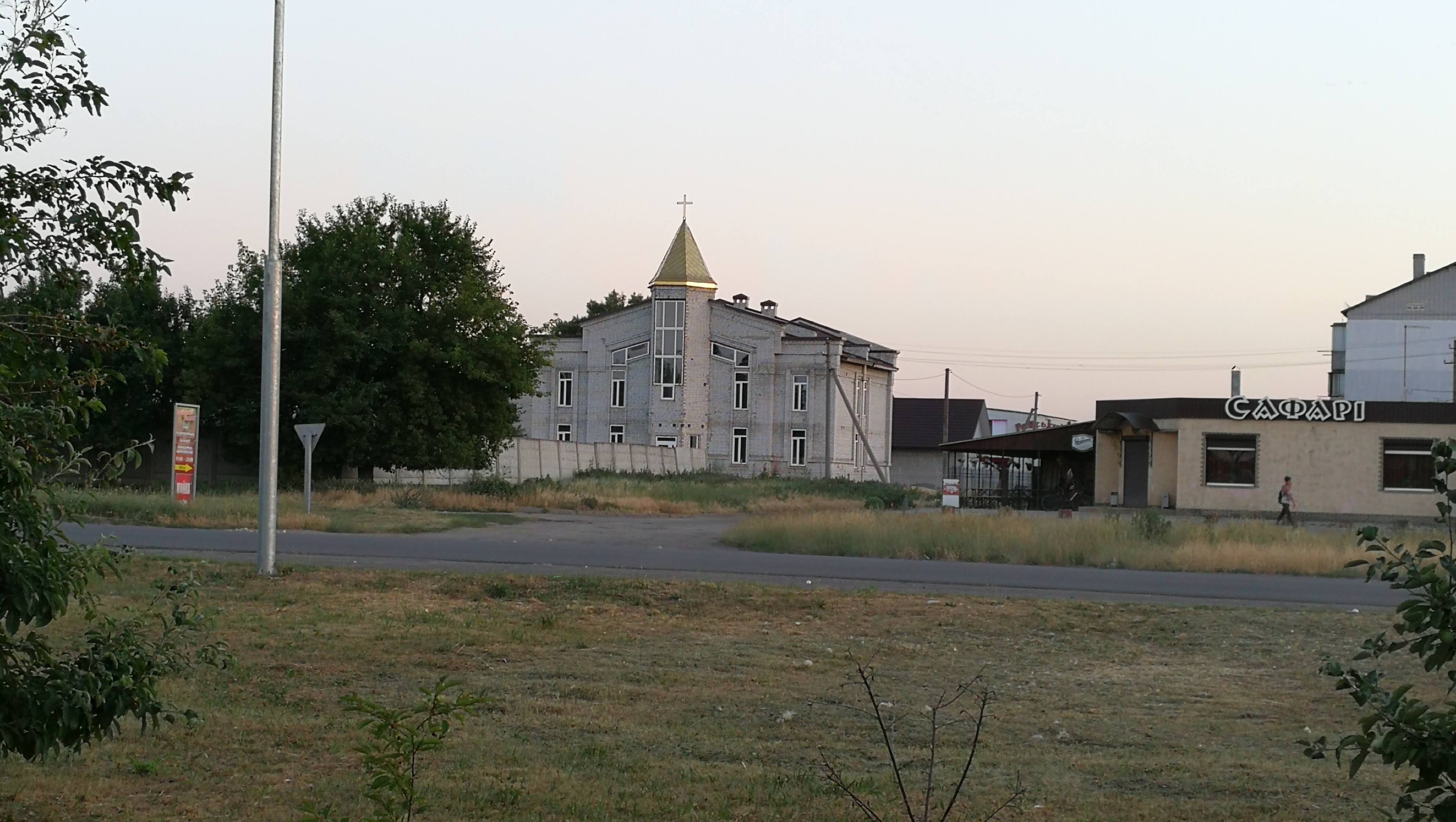
Церква Євангельських Християн Баптистів с. Червона Слобода (ВСО ЄХБ[16])

#### Православ'я
- Вселенська ПЦ \ УПЦ МП \ Черкаська єпархія УПЦ (МП) \  Черкаське благочиння \Свято-Покровська парафія (Червона Слобода)\Свято-Покровська церква, настоятель: отець Миколай (в миру Семенюк Микола Васильович)
- Вселенська ПЦ \ Константинопольська ПЦ \ УАПЦ → ПЦУ \ Черкаська і Кіровоградська єпархія \ Парафія храму Пресвятої Трійці (Червона Слобода) \ Собор Пресвятої Трійці (Червона Слобода), настоятель: високопреосвященний Афанасій (в миру Шкурупій Володимир Михайлович)
- Вселенська ПЦ \ Константинопольська ПЦ \ УПЦ КП → ПЦУ \ Черкаська єпархія ПЦУ \ Парафія храму Успіння Пресвятої Богородиці\ Храм Успіння Пресвятої Богородиці, настоятель: ієрей Олег (в миру Олег Горбовський)

#### Протестантизм
- ВСО ЄХБ \ Церква Євангельських Християн-Баптистів с. Червона Слобода

## Пам'ятники

Пам'ятник воїнам, які загинули

Братська могила 76 радянських воїнів (зблизька)

Село має декілька пам'ятників, більшість з них встановлені на честь учасників німецько-радянської війни. До десятої річниці незалежності України у 2001 році перед Будинком культури встановлено пам'ятник українському поету Тарасу Шевченко. 2002 року на Алеї героїв встановлено пам'ятний знак пошани односельцю, Герою Соціалістичної Праці, колишньому голові колгоспу Олександру Макаровичу Супруну.

## Відомі люди
- Братко Ніна Андріївна — Герой Соціалістичної Праці;
- Дубина Дмитро Васильович — відомий ботанік, професор, доктор біологічних наук.
- Еслень Марія Артемівна — Герой Соціалістичної Праці;
- Ідель Ілля Євгенович — боєць батальйону територіальної оборони «Айдар». Помер в київському шпиталі від тяжких поранень, отриманих в боях з російськими бойовиками під Луганськом.
- Котляр Антон Іванович — голова колгоспу, Герой Соціалістичної Праці. Його ім'ям названа одна з вулиць села;
- Крот Василь Іванович — головний лікар Черкаської районної лікарні, депутат обласної ради, Заслужений лікар України;
- Кузнець Сидір Антонович — голоза комітету незаможних селян, голова Змагайлівської сільради, голова колгоспу «Пролетар», голова Червонослобідської сільської ради — винайшов машину з обробітку коксагизу, за що йому з 1947 році було присвоєно звання Лауреата Державної премії і вручено грошову винагороду в сумі 50 тис. крб. Його ім'ям названа одна з вулиць села;
- Кухаренко Лідія Іванівна — в 1952 році захистила дисертацію на здобуття вченого ступеня доктора економічних наук, завідувала кафедрою політичної економії економічного факультету Київського державного університету. Обиралася депутатом Верховної Ради УРСР IV, V, VI скликання. Нагороджена багатьма орденами і медалями. Померла 19 березня 1971 року;
- Кучугурний Євгеній Володимирович (1997—2022) — молодший лейтенант Збройних Сил України, учасник російсько-української війни.
- Любота Клим Якович — бригадир бригади з вирощування коксагизу, Герой Соціалістичної Праці;
- Мусієнко Іван Денисович — інженер-гідробудівник, який брав участь у будівництві каналів Москва-Волга і Волга-Дон;
- Недоля Леонід (Лук'ян Володимирович Гончаренко) — письменник, журналіст.
- Носаєва Ірина Петрівна — Заслужений учитель України, відмінник освіти України, учитель-методист, спеціаліст вищої категорії, вчитель біології.
- Онуфрій Ганна Панасівна — Заслужена вчителька України;
- Пономаренко Михайло Іванович — вів активну боротьбу проти німецько-фашистських загарбників, член підпілля. В серпні 1943 році за донесенням свого сусіда був заарештований Змагайлівською поліцією і відправлений в Черкаське гестапо, де і був закатований. Одну із вулиць села названо його ім'ям;
- Пріхно Іван Іванович — бригадир, Герой Соціалістичної Праці;
- Пріхно Микола Васильович — ланковий механізованої ланки, Герой Соціалістичної Праці;
- Пріхно Павло Іванович — завідувач МТФ, Герой Соціалістичної Праці;
- Пахаренко Василь Іванович — доктор філології, професор кафедри української літератури та компаративістики Черкаського національного університету імені Богдана Хмельницького.
- Рябенко Володимир Дмитрович — Генеральний директор ТОВ «Промінь», депутат районної ради, Заслужений працівник сільського господарства;
- Савченко Іван Іванович — Заслужений учитель України, відмінник освіти України, учитель-методист, спеціаліст вищої категорії, вчитель фізичної культури.
- Супрун Олександр Макарович — голова колгоспу, Герой Соціалістичної Праці;
- Харенко Дмитро Пилипович — Герой Соціалістичної Праці;
- Чимбай Федір Степанович — бригадир, Герой Соціалістичної Праці.

## Галерея

Пам'ятник загиблим воїнам у ДСВ
Пам'ятник загиблим воїнам у ДСВ
Пам'ятник загиблим воїнам у ДСВ
Пам'ятник Т.Г.Шевченкові